# 1194 Aletta
1194 Aletta är en asteroid i huvudbältet som upptäcktes den 13 maj 1931 av den sydafrikanske astronomen Cyril Jackson. Asteroidens preliminära beteckning var 1931 JG. Asteroiden fick sedan namn efter upptäckarens hustru.
Alettas senaste periheliepassage skedde den 10 mars 2020.[Uppdatering behövs] Dess rotationstid har beräknats till 20,39 timmar.